# Martin Palm (entreprenör)
Martin Palm, född 15 september 1980, är en svensk entreprenör.

## Karriär
2011 var Martin Palm en av två grundare till "Vården.se - Vården Online Sverige AB".
Mellan 2016 och 2018 var han sportagent för till exempel Iga Swiatek, Robin Söderling, Michelle Coleman, Alexander Gustafsson, Anna Jönsson Haag och Emil Jönsson Haag. 2018 var Palm medgrundare till Sventertainment AB som utvecklade det direktsända frågesportspelet Primetime. Han har sedan dess varit VD och programledare för Primetime. 2023 hade han varit programledare för drygt 900 quiz.

## Familj
Martin Palm är son till kartläsaren Gunnar Palm och TV-producenten Gunilla Nilars samt brorson till racerföraren Torsten Palm. Palm träffade sin fru Agnes Shutrick genom Primetime.